# Kassian (Šostak)
Kassian (světským jménem: Olexandr Kostjantynovyč Šostak; * 5. března 1968, Kyjev) je ukrajinský duchovní Ukrajinské pravoslavné církve Moskevského patriarchátu, arcibiskup ivanivský a vikář kyjevské eparchie.

## Život
Narodil se 5. března 1968 v Kyjevě.
Po dokončení střední školy č. 204 nastoupil na technickou odbornou školu. Od roku 1986 sloužil v řadách Sovětské armády. V červnu 1990 vstoupil do Kyjevskopečerské lávry, kde byl 20. dubna 1991 postřižen na rjasofora. Dne 11. září stejného roku byl rukopoložen na jerodiákona.
Dne 19. dubna 1992 byl postřižen do malé schimy se jménem Kassian na počest svatého Kassiána Pečerského a 29. listopadu rukopoložen na jeromonacha.
Po vysvěcení zastával různé funkce v monastýru. Za své zásluhy byl 7. dubna 1995 povýšen na igumena. Od roku 2000 pobýval v Ioninském monastýru, kde se stal inspektorem-stavitelem Zviryneckých jeskyní.
Dne 11. dubna 2001 byl povýšen na archimandritu. Absolvoval Kyjevský duchovní seminář.
Dne 9. července 2009 byl Svatým synodem Ukrajinské pravoslavné církve jmenován představeným Zviryneckého monastýru a 20. července 2016 jej synod zvolil biskupem ivanivským a vikářem kyjevské eparchie. Biskupská chirotonie proběhla 30. července 2016. Hlavním světitelem byl metropolita kyjevský a celé Ukrajiny Onufrij (Berezovskyj). Dne 17. srpna 2021 byl povýšen na arcibiskupa.